# Novosil'skij rajon
Il Novosil'skij rajon (in russo Новосильский район?) è un rajon dell'Oblast' di Orël, nella Russia europea; il capoluogo è Novosil'.